# Gyps
Gyps er en slægt af fugle i høgefamilien med otte arter, der er udbredt i Sydeuropa, Afrika og Asien. Slægten hører til underfamilien den gamle verdens gribbe (Gypinae).
Arterne i slægten Gyps er store brunlige rovfugle, der lever af ådsler. Hovedet og den lange hals er uden egentlige fjer og kun mere eller mindre dækket af mindre dun. Næseborene er lange og smalle.

## Arter
- Hvidrygget grib, Gyps africanus
- Bengalgrib, Gyps bengalensis
- Indisk grib, Gyps indicus
- Langnæbbet grib, Gyps tenuirostris
- Rüppells grib, Gyps rueppelli
- Himalayagrib, Gyps himalayensis
- Gåsegrib, Gyps fulvus
- Kapgrib, Gyps coprotheres